# Sonic Crackers
Sonic Crackers o como nombra la cabecera de la ROM: Sonic Studium (Probablemente un tipeo erróneo de Sonic Stadium) es un prototipo de un juego de Sonic the Hedgehog para la consola Sega Genesis comenzado a desarrollar y cancelado en 1994 después del éxito de Sonic 3, de los mismos desarrolladores.
El juego usaba un nuevo motor con mejoras en el movimiento de los personajes (Sonic y tails), que presuntamente se recicló para el posterior juego Knuckles' Chaotix de Sega 32X. Mostraba a Sonic y Tails sosteniendo un anillo, y una línea de pequeños anillos que unían a ambos protagonistas.

## Historia
Durante mucho tiempo, desde su descubrimiento en 2000 hasta principios de 2008, hubo muchos rumores de su origen.
Muchos decían que esta ROM era falsa (a veces conocido como fake), hecha por programadores expertos, jugando con el código de "Knuckles' Chaotix". Otros proclamaban que este juego era legítimo, diciendo que podía ser el primer prototipo de dicho juego.
A principios de 2008, un coleccionista llamado "DRX" liberó al público más de 1000 prototipos de diferentes consolas, provenientes de un archivo de Sega of America. Esta publicación saco a la luz muchos conceptos descartados en las fases beta de estos juegos.
Se liberaron 12 prototipos de Knuckles Chaotix. En el más temprano de ellos (la compilación n.º 1207) se encontraron muchas pruebas de que Sonic Crackers es, además de ser un juego legítimo, una versión alpha de Chaotix.
Algunas de ellas giran en torno a un personaje borrado, que sigue estando en el modo de depuración (debug mode) de la versión final de Chaotix, que en la selección de niveles aparece como "**********". Al seleccionarlo aparece Knuckles con la paleta de colores de Mighty, dando como resultado un Knuckles blanco (por esto se le apoda "Wechnia", combinación de las palabras White y echidna, blanco y equidna respectivamente.)
En la beta 1207, es imposible seleccionarlo, debido a que el juego se cuelga. Pero mediante ciertos programas se ha descubierto que en esta versión Wechnia usa una paleta con colores amarillo-anaranjado, y que la habilidad especial es de volar exactamente como Tails, confirmando completamente que Tails estuvo en alguna fase beta del juego 32x, junto con Sonic, cuyos sprites de Crackers fueron modificados levemente para mostrar a Mighty. Además, con Tile Layer Pro se puede encontrar las imágenes de Sonic y Tails para los monitores que dan una vida.
Esto, junto con el descubrimiento de un texto que dice "Sonic Crackers S32x", confirma que Sonic Crackers es un prototipo alpha de Chaotix, y que aparentemente se tenía pensado una versión para Genesis y otra para 32x.

## Jugabilidad
El juego involucra a Sonic y Tails unidos por una banda de anillos, la misma idea de Knuckles' Chaotix en Sega 32X
Dispone de solo 3 niveles. Uno de ellos, el 1º de todos, tiene un intercambio de paleta y diferentes versiones de la misma canción. Cuando el contador de tiempo llega a 3 minutos o cuando el jugador llega a arriba del todo, se escucha el reconocible sonido del "Game Over" y es transportado a un "Adventure Field". Si se pone pausa y se presiona una tecla, el jugador pasa a un nivel con pinta de Carnaval que no tiene fin. En lugar de 3 min. En este nivel suena el sonido al minuto y se transporta al jugador a otro Adventure Field, que se parece más al interior de alguna máquina eléctrica. Si se hace el procedimiento del otro Adventure Field, su vuelve al nivel del "Intercambio de Paletas" con otra Paleta y otra canción.

## Actuales versiones
Existen dos versiones. Una de 1MB con nada en especial, solo el juego. Y otra con un chip de 1MB (en total 2MB) en donde hay medio prototipo de un juego de las Teenage Mutant Ninja Turtles. El origen de ese juego nunca fue determinado.

## Debate del título
El juego es comúnmente llamado Sonic Crackers debido al rudimentario título de la portada. Por eso, el nombre de la cabecera del ROM: Sonic Studium, es completamente ignorado, además de que "Studium" no es una palabra con significado, lo que da a pensar que en vez de Studium se llamaría Stadium (Estadio, en inglés), hecho casi confirmado por el encuentro de una revista de 1995 que nombra videojuegos cancelados, entre los que se encuentran está Sonic Stadium y documentos internos de Sega sobre el desarrollo del también cancelado Sonic Mars que lo llama con el mismo nombre. Aun así Sonic Crackers parecería ser un nombre clave o de proyecto, ya que también en una versión temprana de Knuckles Chaotix (juego basado en este título) se encuentra el texto "Sonic Crackers S32X".

## Misterios del juego
Este juego podría considerarse como un prototipo de Sonic 3 o incluso de After Burner (o algún juego de aviones) por las siguientes razones:
- En el juego se juega con Sonic y Tails. Como las ideas no estaban completas, tal vez se quiso hacer que Tails jugara igual que en los otros juegos de Sonic, pero los dejaron unidos magnéticamente como una idea preliminar; quizá, quisieron dejar la idea así.

- Al principio, las primeras ideas de Sonic 3 eran de un juego isométrico, pero esta idea fue abandonada tiempo después. Posiblemente, esto y los bonus de Sonic Crackers (los Adventure Field) tienen algo relacionado.

- Posiblemente, los planos de los niveles fueron reutilizados en Knuckles Chaotix. En el segundo nivel "Training", se ve que al principio del nivel, el plano es muy parecido al del primer nivel de Sonic Crackers.

- Si se observa detenidamente el fondo del segundo nivel de Sonic Crackers (posiblemente un prototipo del nivel Speed Slider, de Knuckles' Chaotix), y se ve la ubicación de puntos rojos en la parte baja, se puede ver que el fondo es de algún juego de aviones. Además, en el prototipo Nº1207 de Knuckles' Chaotix (la versión final de este juego) se pueden encontrar fragmentos de código del juego After Burner.

Además de estas evidencias, se puede ver que Sonic Team NO es la productora de Knuckles' Chaotix (a pesar de que con ver los créditos vemos que todos sus creadores son distintos a los de otros juegos de Sonic Team), ya que en uno de los diversos prototipos de este, en un nivel llamado NOT USED, se puede ver la lista de créditos y que al principio de ella, se ve el texto ""Cassablanca" projects"